# بلیین (ایوان)
بلیین (ایوان)، روستایی از توابع بخش مرکزی شهرستان ایوان در استان ایلام ایران است.

## جمعیت
این روستا در  تقسیمات شهری دهستان نبوت قرار دارد و براساس سرشماری مرکز آمار ایران در سال ۱۳۸۵، جمعیت آن ۱۱۵ نفر (۲۳خانوار) بوده‌است. مردم این روستا از تیره های مختلفی هستند و اینجا به منزله ی یک محل زندگی مشترک برای آن ها به شمار می رفته است. شغل مردم روستا عموما کشاورزی و دامداری ست. مردم این روستا مانند مردم سایر نقاط شهرستان ایوان به کوردی کلهری صحبت می کنند. این منطقه یکی از توریستی ترین و بکرترین مناطق شهرستان ایوان در کنار کوه های شرزول و دره ی زیبای دانیوک است. جاده ی خاکی این روستا را به تنگ کوشک وصل می کند. بلیین آب و هوای سردسیر دارد. این روستا از لحاظ خدمات روستایی بسیار روستای محرومی محسوب می شود، در صورتی که با بهره گیری پتانسیل های گردشگری می توان وضعیت این روستا را بهبود بخشید. این روستا داری یک مدرسه ابتدایی ست. بچه های روستا بعد از ابتدایی مجبور به رفتن به شهرستان ایوان و یا ادامه تحصیل در شبانه روزی کلان هستند.
- دانیوک

یکی از زیباترین و بکترین مناطق کوهستانی شهرستان ایوان دره ی زیبایی ست که در کنار روستای بلیین و در دامنه های شره زوول قرار دارد، در زبان مردم محلی به این دره دانیوک گفته می شود. این دره در اوایل بهار و تعطیلات نوروز میزبان سرور و شادی ست و بسیار از مردم منطقه و مناطق اطراف راهی این دره ی زیبا می شوند. با توجه به قدمت این منطقه از لحاظ تاریخی شاهد فارت منابغ باستانی این منطقه هستیم. 